# Enicospilus incognitus
Enicospilus incognitus là một loài tò vò trong họ Ichneumonidae.